# Silogizam
Silogizam (lat. syllogismus < grč. συλλoγισμóς: logički zaključak) oblik je logičkog deduktivnog zaključivanja, misaoni proces kojim se iz dvaju ili više već gotovih sudova (premisa, pretpostavki) izvodi novi sud (conclusio, zaključak), koji omogućuje zajednički pojam (terminus medius, posredni pojam) u objema premisama.
Tradicionalni i ujedno najpoznatiji primjer silogizma jest:
Glavna premisa:   Svi ljudi su smrtni.
           Sporedna premisa: Sokrat je čovjek.
           Zaključak:        Sokrat je smrtan.

## Vrste silogizama
Silogizama postoji beskonačno mnogo, ali samo ih je 256 logički različite vrste, a samo su 24 vrste valjane (vidi ispod). Kategorički silogizam ima oblik:
Glavna premisa: Svi M su P.
Sporedna premisa: Svi S su M.
Zaključak: Svi S su P.
Premise i zaključak silogizma mogu imati četiri tipa, označenih slovima, kako slijedi. Značenje slova opisano je tablicom:
| slovo | količina | subjekt | kopula | predikat | vrsta suda                                 | primjer                      |
| ----- | -------- | ------- | ------ | -------- | ------------------------------------------ | ---------------------------- |
| A     | Svi      | S       | je     | P        | opće-potvrdni (univerzalno afirmativni)    | Svi ljudi su smrtni.         |
| E     | Nijedan  | S       | nije   | P        | opće-niječni (univerzalno negacijski)      | Nijedan čovjek nije savršen. |
| I     | Neki     | S       | su     | P        | posebno-potvrdni (partkularno afirmativni) | Neki ljudi su zdravi.        |
| O     | Neki     | S       | nisu   | P        | posebno-niječni (partikulano negacijski)   | Neki ljudi nisu bogati.      |

Još je Aristotel uveo skraćeno zapisivanje kategoričkih silogizama infiksima:
| Oblik            | Kratki zapis | Predikatna logika                                                                                       |
| ---------------- | ------------ | --- |
| Svi A su B       | AaB          | {\displaystyle \forall x(A(x)\rightarrow B(x))} ili {\displaystyle \neg \exists x(A(x)\land \neg B(x))} |
| Nijedan A nije B | AeB          | {\displaystyle \neg \exists x(A(x)\land B(x))} ili {\displaystyle \forall x(A(x)\rightarrow \neg B(x))} |
| Neki A su B      | AiB          | {\displaystyle \exists x(A(x)\land B(x))}                                                               |
| Neki A nisu B    | AoB          | {\displaystyle \exists x(A(x)\land \neg B(x))}                                                          |